# Pico do Itaguaré
O pico do Itaguaré é uma montanha situada na divisa dos estados de Minas Gerais e São Paulo, na serra da Mantiqueira. Seu cume está a 2 308 metros acima do nível do mar.

## Localização
A montanha encontra-se na divisa dos municípios de Passa Quatro e Cruzeiro, mas a zona urbana mais próxima é a da pequena cidade mineira de Marmelópolis. A subida mais fácil pode ser feita através de uma trilha que parte da zona rural do município de Cruzeiro.

## Topônimo
O nome Itaguaré pode significar "pedra sagrada" ou mesmo "pedra rachada" em tupi. Suas encostas são íngremes e conforme a altitude aumenta, ficam cada vez mais escarpadas.

## Acessos
Da cidade de Cruzeiro, avista-se o pico em todo seu contorno, tendo este a aparência de um "gigante deitado" ou de "nariz de gigante". É apelidado "Gigante Adormecido". Embora a zona urbana de Cruzeiro diste apenas cerca de 16 km em linha reta do pico, a região do pico do Itaguaré é praticamente deserta e desconhecida. A montanha é inóspita, com ventos extremamente fortes e noites de inverno em que se registram temperaturas negativas. Alguns pontos de sua subida podem ser utilizados para a prática do voo livre, porém sem nenhuma estrutura adequada.
Também fica no pico do Itaguaré a chamada "Toca das Andorinhas", uma pequena caverna que refugia milhares dessas aves, ali muito dóceis. Seu acesso é difícil, conhecido apenas pelos raros nativos da região ao redor do pico.
Uma "escalaminhada" de cerca de 3 dias que vem despontando recentemente é a travessia Marins-Itaguaré. Exige bom preparo físico. Há relatos de alguns montanhistas que realizaram o percurso em apenas um dia, mas isso é recomendado apenas para os muito experientes, devido às condições difíceis da trilha, cheias de montanhas, áreas alagadas, vegetação muito alta e escassez de água potável.